# Yakult

Logo de Yakult

Otro logo de Yakult

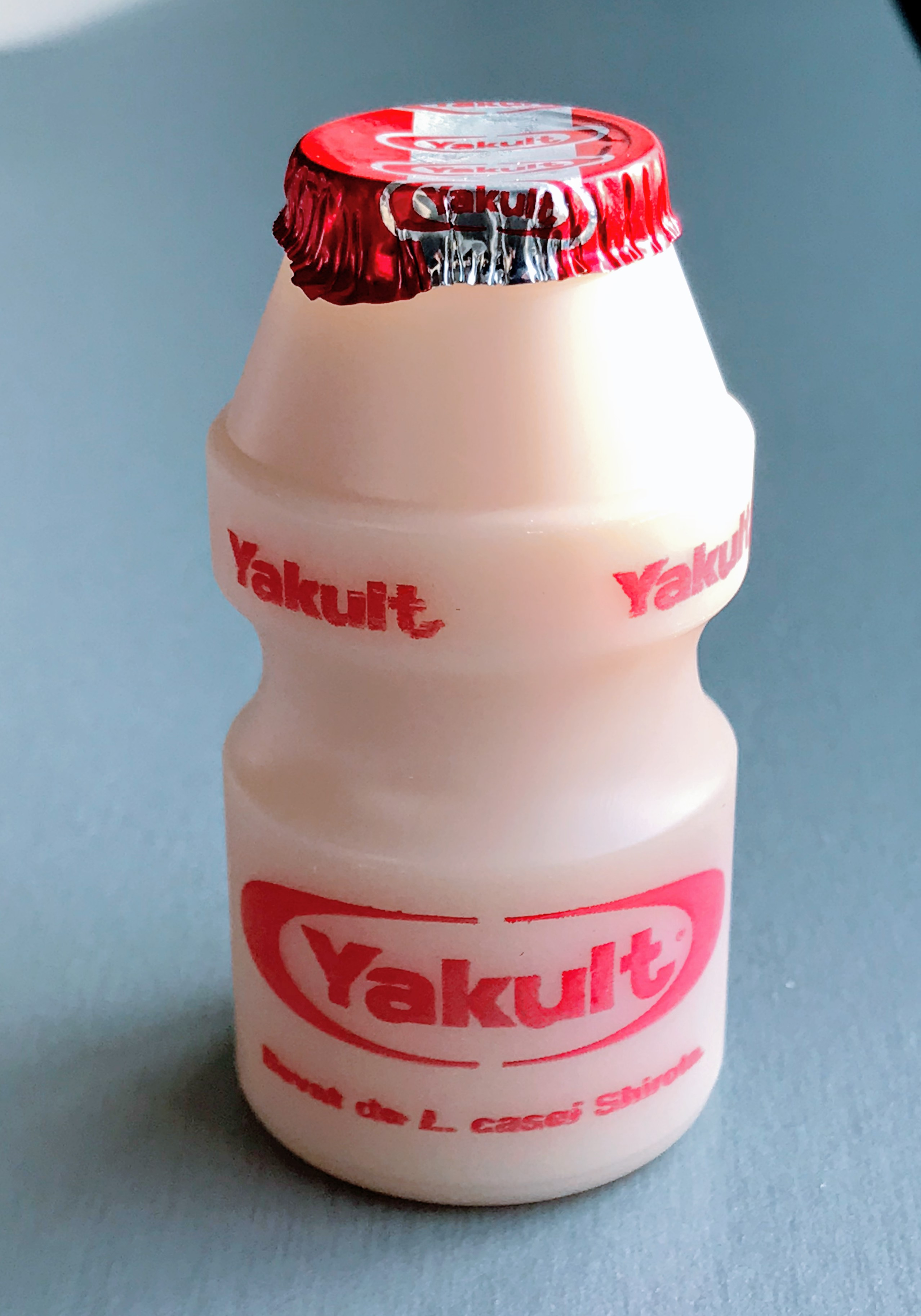
Envase de Yakult.

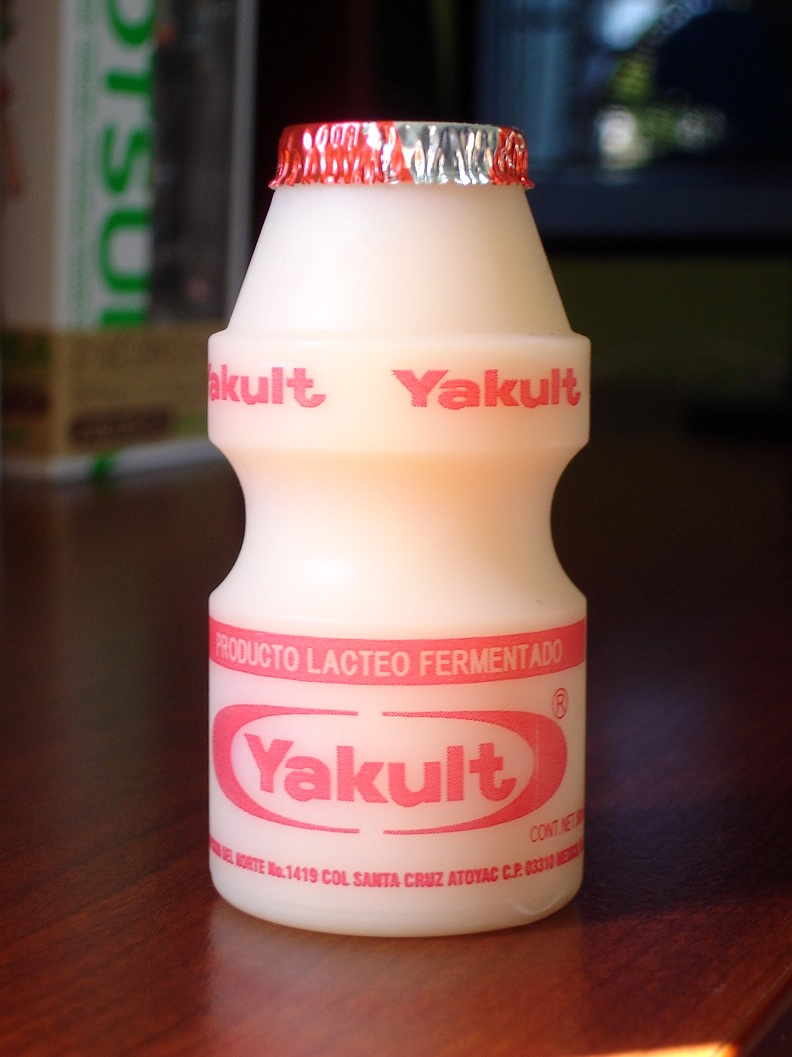
Envase de Yakult, en México.

Yakult (ヤクルト, yakuruto) es una bebida probiótica japonesa consistente en leche fermentada, compuesta de agua, leche desnatada (reconstituida), jarabe de glucosa y fructosa, azúcar, maltodextrina, y aromatizantes. Contiene la bacteria Lactobacillus casei, según el fabricante, "contiene más de 8 mil millones de Lactobacillus casei Shirota, los cuales son capaces de llegar vivos a los intestinos, mejorando las propiedades de la flora intestinal". Sin embargo, esta cifra ha ido cambiando con los años, sugiriendo la idea de que realmente no hay una manera de conocer el dato real. Contiene 12.7 gramos de azúcar.

## Historia
Alrededor de 1930 en Japón, miles de personas murieron debido a la escasez de alimentos y a las infecciones intestinales. Para resolver este problema, el microbiologo de la Universidad de Kioto, Minoru Shirota inició la investigación sobre bacterias lácticas, por lo que logró aislar y cultivar el Lactobacillus casei. A partir de 1935 inició la producción de Yakult en la ciudad de Fukuoka. En 1955 fundó Yakult Honsha Co., Ltd. (株式会社ヤクルト本社 Kabushiki-gaisha Yakuruto Honsha?) (TYO: 2267) para comercializar su bebida.
El nombre «Yakult» se deriva del esperanto Jahurto, que significa yogur.
En 1963 se adopta el Sistema de Ventas Cambaceo, cuya política es hacer llegar el producto al mayor número de personas posible, a un costo accesible, por medio de clientes compradores. Al año siguiente se inicia la expansión al extranjero, al iniciar actividades en Taiwán.
En 1967 se crea un instituto de investigación (actual Instituto Central de Yakult para la Investigación Microbiológica) en Kunitachi, Tokio.
En 1981 Yakult se registra en la Bolsa de Valores de Tokio como compañía de importancia y en 1987 en la Bolsa de Valores de Osaka también como compañía de importancia a nivel mundial.
Yakult ha empleado su investigación en lactobacilli en el desarrollo de cosméticos. Recientemente, Yakult Honsha ha jugado un rol más importante en el desarrollo de una droga utilizada en quimioterapia, irinotecan (Camptosar, CPT-11).

## Actualidad
Hoy en día, Yakult es vendido en 34 países y se comercializa en distintos tamaños de botella. En Australia y Europa, Yakult se vende en botellas de 55ml. En los Estados Unidos, México y Uruguay, de 80mL. Mientras que en Taiwán y China, de 100ml.

## Críticas al producto
La organización de la sociedad civil de México El Poder del Consumidor señaló en un informe el alto contenido de azúcar del producto y una probable publicidad engañosa. La presentación de Yakult que se comercializa en ese país de 55 mililitros tiene 12.7 gramos de azúcares añadidos, equivalentes a aproximadamente 2½ cucharadas cafeteras de azúcar por botella. En cifras establecidas por la Asociación Estadounidense del Corazón, esta cantidad representa "del 50.2 al 83.6% de lo máximo tolerado de azúcar para un adulto para todo el día".
Además, la organización mexicana indicó que la publicidad se orienta a convencer a las personas que Yakult es un alimento sano por su alto contenido de lactobacilos y esto podría ser engañoso. Una botella de Yakult en 2017 vendida en México indicaba publicitariamente "8 mil millones de lactobacilos", pero en su parte posterior indica que tiene "100 millones". No existe un estándar oficial en el país de la cantidad efectiva de lactobacilos para prevenir males gastrointestinales, pero estudios indican que la cantidad efectiva de los mismos debe ser muy superior a la cifra indicada por Yakult para ser efectiva.